# Oznaczanie (logika)

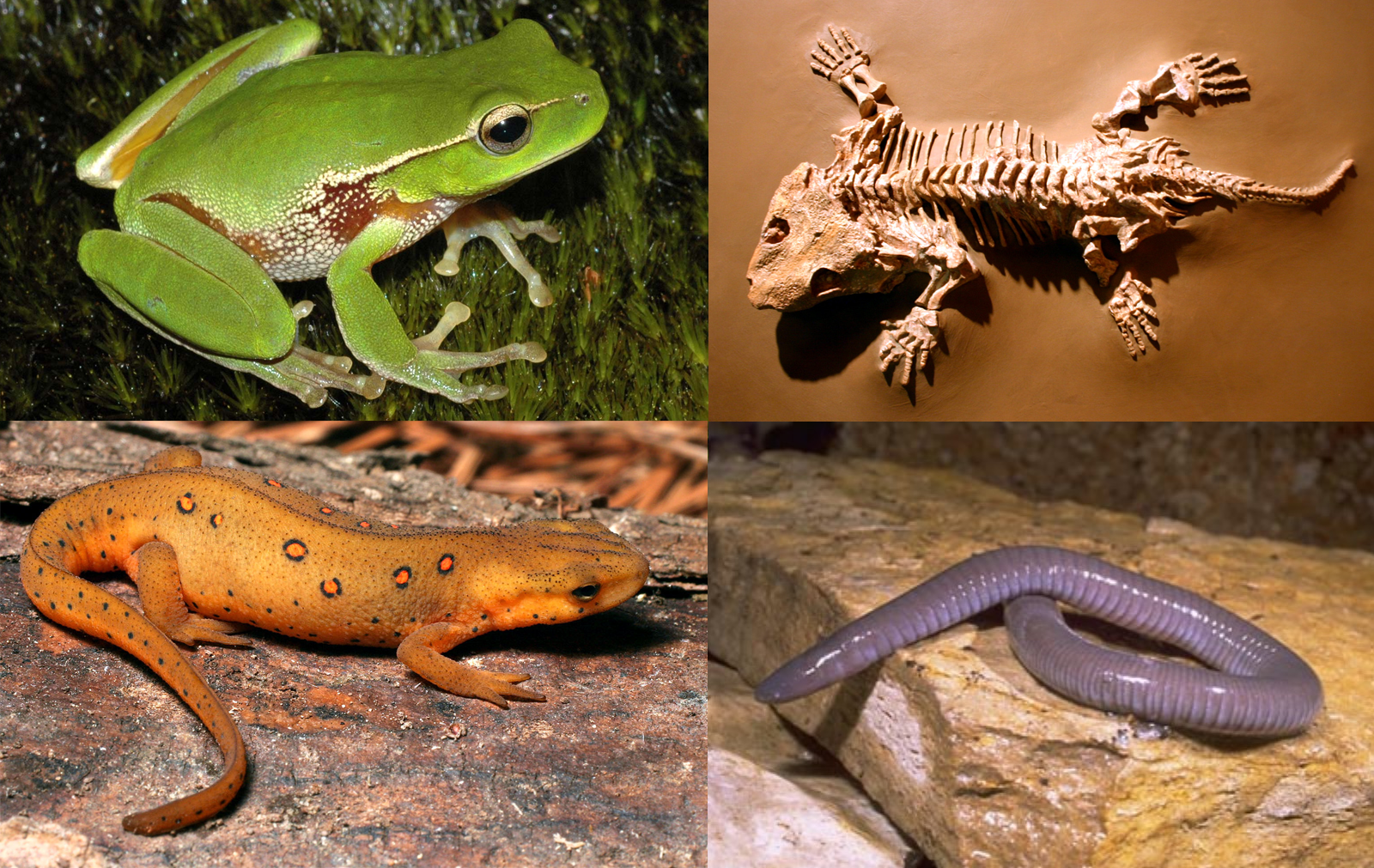
Rzekotka zielonoliściowa, Notophthalmus viridescens, Dermophis mexicanus, sejmuria. O każdym z powyższych przedmiotów można orzec, że jest płazem. Wobec tego nazwa płaz oznacza każdy z nich, są one jej desygnatami

Oznaczanie – relacja zachodząca pomiędzy nazwą a przedmiotem, taka, że dana nazwa przy pewnym swoim znaczeniu oznacza każdy i tylko taki przedmiot, o którym można zgodnie z prawdą orzec tę nazwę. Relację tę odróżnia się od relacji denotowania. Podobną relacją opisuje się również w przypadku funktorów, stosujących się do pewnych nazw, a do innych nie.
Kazimierz Ajdukiewicz podaje tutaj przykład, zgodnie z którym nazwa człowiek (przy swoim potocznym znaczeniu) oznaczać może Mickiewicza, Kościuszkę czy też Juliusza Cezara, ponieważ o Kościuszce, Cezarze czy Mickiewiczu można orzec, że są oni ludźmi. Przedmioty takie, które dana nazwa oznacza, określa się mianem desygnatów tej nazwy. Tak więc Kościuszko czy Cezar stanowią desygnaty nazwy człowiek. Nazwy takie, posiadające wiele desygnatów, to nazwy ogólne.
Jednak nie każda nazwa coś oznacza. Istnieją bowiem nazwy, które nic nie oznaczają, inaczej mówiąc, nie posiadają one żadnych desygnatów. Dzieje się tak wtedy, kiedy nie istnieje po prostu żaden przedmiot, co do którego można by daną nazwę orzec. Ajdukiewicz podaje przykład szklanej góry. Nie istnieje szklana góra, wobec tego nazwa szklana góra nic nie oznacza.
Istnieją również nazwy mające jeden jedyny desygnat, tzw. nazwy jednostkowe. Chodzi tu przede wszystkim o nazwy własne. Nazwa Sokrates przy zazwyczaj występującym swym znaczeniu posiada tylko jeden desygnat: Sokratesa.
Zdarzają się też nazwy, które nic nie oznaczają, oznaczają jeden bądź wiele desygnatów zależnie od swego znaczenia. Jako przykłady Ajdukiewicz podaje nazwę Wenus. Przy znaczeniu mitologicznym nie posiada ona desygnatu (bowiem żaden realnie istniejący przedmiot nie jest boginią Wenus). Przy znaczeniu astronomicznym jej desygnat (planeta Wenus) jak najbardziej istnieje. Inne z kolei nazwy mają przy pewnym znaczeniu jeden desygnat, przy innym więcej. Nazwa Zielona Góra może oznaczać pojedyncze miasto (Zielona Góra) lub po prostu pospolitą górę, która jest zielona.